# Saison 2013 de l'équipe cycliste Lampre-Merida
La saison 2013 de l'équipe cycliste Lampre-Merida est la quinzième de cette équipe.

## Préparation de la saison 2013

### Sponsors et financement de l'équipe
Le fabricant italien d'acier laminé Lampre est le sponsor titre de l'équipe depuis 1999. Le fabricant de cycles taiwanais Merida devient en 2013 le deuxième sponsor, engagé jusqu'en 2015. Les logos des deux entreprises figurent sur le maillot de l'équipe. L'arrivée de Merida apporte du vert aux habituelles couleurs rose et bleu de ce maillot. Le budget de l'équipe pour cette saison est de 7,5 millions d'euros.

### Arrivées et départs
| Arrivées            | Équipe 2012                       |
| ------------------- | --------------------------------- |
| Mattia Cattaneo     | Trevigiani Dynamon Bottoli        |
| Luca Dodi           | Idea                              |
| Kristijan Đurasek   | Adria Mobil                       |
| Elia Favilli        | Farnese Vini-Selle Italia         |
| Roberto Ferrari     | Androni Giocattoli-Venezuela      |
| Andrea Palini       | Idea                              |
| Filippo Pozzato     | Farnese Vini-Selle Italia         |
| Maximiliano Richeze | Nippo                             |
| José Serpa          | Androni Giocattoli-Venezuela      |
| Miguel Ubeto        | Androni Giocattoli-Venezuela      |
| Luca Wackermann     | Mastromarco-Sensi-Benedetti-Dover |

| Départs                | Équipe 2013                     |
| ---------------------- | ------------------------------- |
| Grega Bole             | Vacansoleil-DCM                 |
| Vitaliy Buts           | Kolss                           |
| Danilo Hondo           | RadioShack-Leopard              |
| Denys Kostyuk          | Kolss                           |
| Dmytro Krivtsov        | ISD Continental                 |
| Yuriy Krivtsov         |                                 |
| Oleksandr Kvachuk      |                                 |
| Marco Marzano          | Directeur sportif Lampre-Merida |
| Morris Possoni         |                                 |
| Daniele Righi          | Directeur sportif Lampre-Merida |
| Oleksandr Sheydyk      | ISD Continental                 |
| Alessandro Spezialetti | retraite                        |

## Coureurs et encadrement technique

### Effectif
| Cycliste            | Date de naissance | Nationalité | Équipe 2012                       |
| ------------------- | ----------------- | ----------- | --------------------------------- |
| Winner Anacona      | 11 août 1988      | Colombie    | Lampre-ISD                        |
| Matteo Bono         | 11 novembre 1983  | Italie      | Lampre-ISD                        |
| Mattia Cattaneo     | 25 octobre 1990   | Italie      | Trevigiani Dynamon Bottoli        |
| Davide Cimolai      | 13 août 1989      | Italie      | Lampre-ISD                        |
| Damiano Cunego      | 19 septembre 1981 | Italie      | Lampre-ISD                        |
| Luca Dodi           | 26 mai 1987       | Italie      | Idea                              |
| Kristijan Đurasek   | 26 juillet 1987   | Croatie     | Adria Mobil                       |
| Elia Favilli        | 31 janvier 1989   | Italie      | Farnese Vini-Selle Italia         |
| Roberto Ferrari     | 9 mars 1983       | Italie      | Androni Giocattoli-Venezuela      |
| Massimo Graziato    | 25 septembre 1988 | Italie      | Lampre-ISD                        |
| Matthew Lloyd       | 24 mai 1983       | Australie   | Lampre-ISD                        |
| Adriano Malori      | 28 janvier 1988   | Italie      | Lampre-ISD                        |
| Manuele Mori        | 9 août 1980       | Italie      | Lampre-ISD                        |
| Przemysław Niemiec  | 11 avril 1980     | Pologne     | Lampre-ISD                        |
| Andrea Palini       | 16 juin 1989      | Italie      | Idea                              |
| Alessandro Petacchi | 3 janvier 1974    | Italie      | Lampre-ISD                        |
| Daniele Pietropolli | 11 juillet 1980   | Italie      | Lampre-ISD                        |
| Jan Polanc          | 17 mars 1992      | Slovénie    | Radenska                          |
| Filippo Pozzato     | 10 septembre 1981 | Italie      | Farnese Vini-Selle Italia         |
| Maximiliano Richeze | 7 mars 1983       | Argentine   | Nippo                             |
| Michele Scarponi    | 25 septembre 1979 | Italie      | Lampre-ISD                        |
| José Serpa          | 17 avril 1979     | Colombie    | Androni Giocattoli-Venezuela      |
| Simone Stortoni     | 7 juillet 1985    | Italie      | Lampre-ISD                        |
| Miguel Ubeto        | 2 septembre 1976  | Venezuela   | Androni Giocattoli-Venezuela      |
| Diego Ulissi        | 15 juillet 1989   | Italie      | Lampre-ISD                        |
| Davide Viganò       | 12 juin 1984      | Italie      | Lampre-ISD                        |
| Luca Wackermann     | 13 mars 1992      | Italie      | Mastromarco-Sensi-Benedetti-Dover |
| Stagiaire           | Date de naissance | Nationalité | Équipe 2013                       |
| Niccolò Bonifazio   | 29 octobre 1993   | Italie      | Viris Maserati                    |
| Enea Cambianica     | 21 novembre 1989  | Suisse      | Maca-Loca-Scott                   |
| Valerio Conti       | 30 mars 1993      | Italie      | Mastromarco Sensi Dover Benedetti |

### Encadrement
L'équipe Lampre-Merida a à sa tête un président, Emanuele Galbusera, et un président honoraire, Mario Romeo Galbusera, père du précédente, président et fondateur de l'entreprise Lampre.
Giuseppe Saronni est directeur général de l'équipe depuis 1991. Les directeurs sportifs de Lampre-Merida sont Orlando Maini, Fabrizio Bontempi, Maurizio Piovani, Bruno Vicino, Sandro Lerici et Joxean Fernández Matxin.

## Bilan de la saison

### Victoires
| Date       | Course                                                           | Pays      | Classe | Vainqueur         |
| ---------- | ---------------------------------------------------------------- | --------- | ------ | ----------------- |
| 15/01/2013 | 2e étape de la Tropicale Amissa Bongo                            | Gabon     | 2.1    | Andrea Palini     |
| 16/02/2013 | Trofeo Laigueglia                                                | Italie    | 1.1    | Filippo Pozzato   |
| 21/03/2013 | 2e étape de la Semaine internationale Coppi et Bartali           | Italie    | 2.1    | Diego Ulissi      |
| 22/03/2013 | 3e étape de la Semaine internationale Coppi et Bartali           | Italie    | 2.1    | Damiano Cunego    |
| 23/03/2013 | 4e étape de la Semaine internationale Coppi et Bartali           | Italie    | 2.1    | Adriano Malori    |
| 24/03/2013 | Classement général de la Semaine internationale Coppi et Bartali | Italie    | 2.1    | Diego Ulissi      |
| 25/05/2013 | 4e étape du Tour de Bavière                                      | Allemagne | 2.HC   | Adriano Malori    |
| 26/05/2013 | Classement général du Tour de Bavière                            | Allemagne | 2.HC   | Adriano Malori    |
| 27/07/2013 | 1re étape du Tour de Pologne                                     | Pologne   | WT     | Diego Ulissi      |
| 21/08/2013 | Coppa Agostoni                                                   | Italie    | 1.1    | Filippo Pozzato   |
| 23/08/2013 | Trois vallées varésines                                          | Italie    | 1.HC   | Kristijan Đurasek |
| 01/09/2013 | Grand Prix de Plouay                                             | France    | WT     | Filippo Pozzato   |
| 21/09/2013 | Grand Prix de la côte étrusque                                   | Italie    | 1.1    | Michele Scarponi  |
| 02/10/2013 | Milan-Turin                                                      | Italie    | 1.HC   | Diego Ulissi      |
| 10/10/2013 | Coppa Sabatini                                                   | Italie    | 1.1    | Diego Ulissi      |
| 12/10/2013 | Tour d'Émilie                                                    | Italie    | 1.HC   | Diego Ulissi      |

### Résultats sur les courses majeures
Les tableaux suivants représentent les résultats de l'équipe dans les principales courses du calendrier international (les cinq classiques majeures et les trois grands tours). Pour chaque épreuve est indiqué le meilleur coureur de l'équipe, son classement ainsi que les accessits glanés par Lampre-Merida sur les courses de trois semaines.

#### Classiques
| Classique            | Milan-San Remo        | Tour des Flandres     | Paris-Roubaix         | Liège-Bastogne-Liège  | Tour de Lombardie       |
| -------------------- | --------------------- | --------------------- | --------------------- | --------------------- | ----------------------- |
| Coureur (classement) | Filippo Pozzato (33e) | Filippo Pozzato (44e) | Filippo Pozzato (22e) | Michele Scarponi (5e) | Kristijan Đurasek (25e) |

#### Grands tours
| Grand tour           | Tour d'Italie         | Tour de France   | Tour d'Espagne         |
| -------------------- | --------------------- | ---------------- | ---------------------- |
| Coureur (classement) | Michele Scarponi (4e) | José Serpa (21e) | Michele Scarponi (15e) |
| Accessits            | -                     | -                | -                      |

### Classement UCI
L'équipe Lampre-Merida termine à la quatorzième place du World Tour avec 543 points. Ce total est obtenu par l'addition des points des cinq meilleurs coureurs de l'équipe au classement individuel que sont Michele Scarponi, 16e avec 235 points, Przemysław Niemiec, 42e avec 118 points, Filippo Pozzato, 47e avec 112 points, Diego Ulissi, 87e avec 48 points, et Maximiliano Richeze, 104e avec 30 points,. Le championnat du monde du contre-la-montre par équipes terminé à la 17e place ne rapporte aucun point à l'équipe.
| Rang | Coureur             | Points |
| ---- | ------------------- | ------ |
| 16   | Michele Scarponi    | 235    |
| 42   | Przemysław Niemiec  | 118    |
| 47   | Filippo Pozzato     | 112    |
| 87   | Diego Ulissi        | 48     |
| 104  | Maximiliano Richeze | 30     |
| 121  | Daniele Pietropolli | 20     |
| 129  | Roberto Ferrari     | 18     |
| 156  | Adriano Malori      | 8      |
| 178  | Davide Cimolai      | 4      |